# Episolder finitimus
Genre
Espèce
Episolder finitimus, unique représentant du genre Episolder, est une espèce d'araignées aranéomorphes de la famille des Linyphiidae.

## Distribution
Cette espèce est endémique de la république de Touva en Russie,.

## Description
Le mâle holotype mesure 2,65 mm et la femelle paratype 2,75 mm.

## Publication originale
- Tanasevitch, 1996 : Reassessment of the spider genus Wubanoides Eskov, 1986 (Arachnida: Araneae: Linyphiidae). Reichenbachia, vol. 31, p. 123-129.